# Object Linking and Embedding
OLE (Зв'язування та впровадження об'єктів) — технологія зв'язування та впровадження об'єктів в інші документи та об'єкти, розроблена корпорацією Microsoft.
OLE дозволяє передавати частину роботи з обробки даних документу від однієї програми до іншої і повертати результати назад. Наприклад, встановлена на персональному комп'ютері видавнича система може послати якийсь текст на обробку в текстовий процесор, або деяке зображення в редактор зображень за допомогою OLE-технології.
Основна перевага використання OLE (крім зменшення розміру файлу) в тому, що вона дозволяє створити головний файл, картотеку функцій, до якої звертається програма. Цей файл може оперувати даними з вихідної програми, які після обробки повертаються у вихідний документ.
OLE використовується при обробці складених документів і може бути використана при передачі даних між різними непов'язаними між собою системами за допомогою інтерфейсу переносу (англ. drag-and-drop), а також при виконанні операцій з буфером обміну. Ідея впровадження широко використовується при роботі з мультимедійним змістом на вебсторінках (приклад - ВебТБ), де використовується передача зображення, звуку, відео, анімації в сторінках: HTML (мова гіпертекстової розмітки) або в інших файлах, також використовують текстову розмітку (наприклад, XML і SGML). Однак, технологія OLE використовує архітектуру «товстого клієнта», тобто мережевий ПК з надлишковими обчислювальними ресурсами. Це означає, що програма, яку OLE намагається використати, повинна бути присутнім на машині клієнта. Наприклад, якщо OLE оперує таблицями Microsoft Excel, то програма Excel повинна бути інстальована на машині користувача.
У 1996 році Microsoft адаптувала технології Component Object Model (COM) та Object Linking and Embedding (OLE) до контенту, що завантаєується з мережі, наприклад з World Wide Web, утворивши програмний фреймворк ActiveX. 